# Custo de aquisição de clientes
Custo de Aquisição de Clientes (CAC) é uma métrica comum no âmbito das Startups e muito importante para a análise de viabilidade de um determinado modelo de negócios. Comumente é realizada uma comparação entre o CAC e o Valor do tempo de vida do cliente (VTVC) para definir a lucratividade de uma determinada startup 

## Significado e Uso
O Custo de Aquisição de Clientes define o quanto de receita é necessário para adquirir um novo cliente ao negócio. O CAC é usado em conjunto com outras métricas de análise para definir se um determinado modelo de negócio é válido e lucrativo.

## Cálculo do CAC
Há duas formas de calcular o CAC, a fórmula simplificada e a fórmula completa.

### Fórmula Simplificada
O Custo de Aquisição de Clientes é calculado pela divisão do Total gasto com Marketing de aquisição (MA) pelo Total de clientes adquiridos (CA) num determinado período de tempo.
 CAC=⁠MA/CA⁠
O gasto com marketing de aquisição inclui valores como campanhas online e offline, criação de materiais, propagandas em meios de comunicação, panfletos, e qualquer outra forma de marketing que gere gastos para a empresa.

### Fórmula Intermediaria[2]
Nessa segunda formulá é adicionado o custo com equipes de venda (EV) além do custo de Marketing de Aquisição (MA) . Ela é bastante útil para o planejamento de novos negócios onde está sendo avaliada a viabilidade de uma estratégia de aquisição mista.
{\displaystyle CAC={\frac {(MA+EV)}{CA}}}

### Fórmula Completa
Muitas vezes o uso da fórmula simplificada pode levar a somas duplicadas nos gastos com marketing ou à negligência de determinados gastos. Uma vez que não há uma separação minuciosa dos gastos com marketing. Sendo assim, pode-se também utilizar uma versão mais completa da fórmula:
 CAC=⁠CCM+Sm+Cs+Sp+E/CA⁠
Em que:
CCM = Total das campanhas de marketing (online e offline)
Sm = Salários associados com as estratégias de marketing escolhidas (por exemplo: Distribuidores de panfletos)
Cs = Custo de Softwares de marketing utilizados (Plataformas de e-commerce, marketing automatizado, softwares analíticos etc)
Sp = Serviços profissionais extras utilizados para fins de maketing/vendas (Designers, consultores etc)
E = Gastos extras com marketing não cobertos nos itens anteriores.
CA = Clientes adquiridos

## Relação CAC vs VTVC
A métrica na análise de startups que é mais comumente utlizada em conjunto com o Custo de Aquisição de Clientes é o Valor do tempo de vida do cliente (VTVC). Essas duas métricas são encaradas como sendo um "quarto elemento básico" das startups, em conjunto com o time, produto e mercado. Esse quarto elemento é dito como sendo necessário à viabilidade de um modelo de negócio de uma startup.
Um modelo de negócios onde a proporção entre o VTVC e o CAC é menor do que 1:1, ou seja, onde o custo para adquirir clientes é maior do que o valor retornado pelo cliente à empresa, apresenta problemas de captação de renda. Nesses casos, é preciso rever os gastos e estratégias na captação de clientes.
Se a proporção VTVC:CAC for 1:1, ou seja, o valor gasto para aquisição de clientes é igual ao valor retornado pelo cliente, o modelo de negócio sofre de uma gradual perda de receita, uma vez que o lucro relativo a cada cliente adquirido é zero.
A proporção VTCV:CAC ideal é dita como sendo 3:1, ou seja, o cliente retorna 3 vezes o valor de capital investido pela empresa na sua aquisição.

## Quando é o momento certo de se preocupar com o CAC?
No início de um empreendimento a empresa não sabe ainda qual a vertical de negócio ou segmentação de mercado que mais se adequará ao produto. Logo ela gasta muito tempo (portanto, dinheiro) investindo em diversos canais e trazendo clientes de diversos segmentos, com uma efetividade baixa. Isso aumenta o CAC e deixa a relação com o VTVC ruim. Esse CAC alto no início é mais do que natural, é até esperado.
Ao passar do tempo, a empresa descobre qual a vertical de negócio que mais deseja seu produto. As ações de marketing são mais acertadas, trazendo mais clientes a cada real investido. Isso faz com que o CAC diminua bastante, melhorando a relação com o VTVC, deixando o negócio mais saudável financeiramente. Esse é o momento de se otimizar o canal e abaixar o CAC ao máximo possível.
Essa etapa ocorre somente após o atingimento do chamado Product Market Fit, ou ajuste de produto ao mercado. Esse é o momento no qual a empresa descobre o segmento de clientes certo e os esforços de venda diminuem muito, e a taxa de cancelamento também cai. Esse momento pode demorar mais de um ano (geralmente 18 meses) para chegar e antes disso o CAC não deve ser uma preocupação.

## O CAC vai diminuir para sempre?
Os clientes são adquiridos através de um motor de tração, seja ele anúncios em redes sociais, posts e artigos no blog (otimizado para mecanismos de busca), por assessoria de imprensa ou qualquer outro canal de marketing que a empresa decida fazer.
Esse canal de tração é como um poço de petróleo: existem diversas opções, algumas caras outras baratas, mas todas elas têm recurso limitado. Chega um momento onde todos (ou a grande maioria) dos clientes que poderiam ser adquiridos por via daquele canal de marketing chega a se esgotar e precisa-se de um esforço muito grande para trazer novos clientes através daquele canal.
Aí é percebido o esgotamento do canal, e o CAC volta a subir. Portanto o custo de aquisição de todo negócio ter como objetivo reduzir seu custo marginal de aquisição para zero, ele não vai diminuir para sempre. Ele diminui até o esgotamento do canal de tração, para logo após voltar a subir. Recomenda-se procurar outro canal de tração após essa subida do CAC.